# Жаба малоазійська
Жаба малоазійська (Rana macrocnemis) — вид земноводних родини жаб'ячих (Ranidae). Один із 54 видів роду бурих жаб (Rana). Поширений переважно в Західній Азії. Вид охороняється Бернською конвенцією.

## Опис
Загальна довжина сягає 9,8 см. Шкіра в цілому гладенька, але місцями можуть бути горбки. Кінець морди заокруглений або загострений. Спинно-бічні складки згинаються у бік барабанної перетинки. Задні кінцівки часто подовжені, але можуть бути і відносно короткими. Якщо їх скласти перпендикулярно осі тіла, то гомілковостопні суглоби найчастіше перекриваються, але іноді не стикаються. Якщо кінцівку витягнути вздовж тіла, то гомілковостопний суглоб доходить до ніздрів, кінця морди, а у багатьох особин навіть заходить за кінець морди, через що її часто помилково відносили до прудкої жаби. Внутрішній п'ятковий горбок зазвичай великий. У самців присутні парні внутрішні бічні резонатори у самців. Шлюбний мозоль на першому пальці не розчленована на частини.
Горло біле, сіре чи з дрібними цятками. Спинна поверхня забарвлена різноманітно: у попелястий, бежевий, бурий різних відтінків від світлого до темного, темно-фіолетовий, помаранчево-рожевий та цегляно-червоний (особливо у період розмноження) колір. На спині у багатьох особин маються — подібна ознака (шеврон), темні плями і/або світла поздовжня смуга. Має чітко виражену темну скроневу пляму. Знизу темно-рожевого, рудуватого, червонуватого, сіро-жовтого або попелястого кольору.

## Поширення
Мешкає від Західної Туреччини, Північного Іраку до Північно-Східного Ірану (провінція Мазендеран), у Грузії, Вірменії, Азербайджані, Краснодарському і Ставропольському краях, Інгушетії, Чечні і Дагестані (Російська Федерація), Копетдазі (Південний Туркменістан).

## Особливості біології
Населяє передгір'я, гірські місцини, широколистяні (включно субтропічні) і хвойних ліси, напівпустелі, рівнинний і нагірний степ, альпійські, заплавні, долинні луки, заболочені ділянки лісу, узлісся, галявини, зарості чагарнику, береги озер, річок і струмків, очеретяні болота, місця біля джерел, ариків, пасовища, сади. Зустрічається на висоті від 200 до 3000 м над рівнем моря.
Прокидається наприкінці лютого — на початку травня при температурі повітря 2—3° С, води 4—7 °С. На зимівлю уходить наприкінці вересня — на початку листопада при температурі повітря до 5—6 °С. Зимує у воді на дні під каменями в стоячих водоймах, струмках джерельного походження і на суші в норах гризунів, печерах. У теплі роки на зимівлю не йде.
Активна вдень і у вечірні години під пологом лісу, у сутінках та вночі на відкритих місцях, у високогір'ї — вдень. Спекотний час проводить у воді або на вологих ділянках, а в похмуру погоду з високою вологістю знаходиться на суші, часом далеко відходячи від водойми. Ховається у заглибленнях ґрунту, норах гризунів, під камінням, у тріщинах.
Живиться комахами (жуками, гусінню метеликів, двокрилими, прямокрилими), дощовими хробаками, павуками, молюсками, щипавками. Пуголовки рослиноїдні, харчуються переважно водоростями, але зрідка вживають личинок двокрилих, мертвих пуголовків й жаб.
На цю жабу полюють вужі. Пуголовків знищують малоазійський тритон, різні водні хижі безхребетні.
Тривалість життя в природі становить не менше 12 років. Середня річна смертність дорівнює 68 %.

### Розмноження
Статева зрілість настає у віці 2—3 років при довжині тіла 50—60 мм. У розмноженні беруть участь самці довжиною тіла не менше 45 мм і самиці розміром у 50 мм і більше. Розмноження починається наприкінці березня — у червні. Як нерестовища використовує тимчасові і постійні водойми: калюжі, колії на лісових дорогах, дрібні ставки, невеликі і великі озера, повільні поточні струмки. Під час розмноження тварини часто утворюють великі скупчення.
Період розмноження може бути дуже розтягнутий (від 20 до 55 діб), строки його різні на різних висотах й в різних районах. Самиця відкладає вдень або вночі однією порцією від 580 до 3500 ікринок. Кладка має форму кулі діаметром 10—20 см. Діаметр яйцеклітини 1,7—2,4 мм. Після ікрометання покидає водойму. Може пересуватися на відстань від 50 м до 3 км.
Ембріональний розвиток  триває від 7 до 40 діб (у високогір'ї). Личинки мають довжину 7—10 мм. Багато ікри і личинок гине при весняних заморозках, а також при висиханні водойм. Розвиток личинок триває 45—90 діб. Пуголовки перед метаморфозом досягають у довжину до 17 мм (без хвоста). На ротовому диску зубчики розташовані у 3 рядки вище дзьоба і 3—4 рядки нижче його. До метаморфозу виживає в середньому менше 1 % від відкладеної ікри. Сеголетки з'являються з середини червня до кінця серпня при довжині тіла 12 мм і більше.

## Охорона
Стан більшості природних популяцій виду в межах ареалу залишається більш-менш стабільним. Саме тому він, згідно Червоного списку МСОП, отримав охоронний статус «відносно благополучний вид. Але в окремих регіонах Європи спостерігається тенденція до зниження чисельності популяції виду, що потребує запровадження охоронних заходів. Тому, жаба малоазійська занесена до Додатку ІІІ Бернської конвенції (охоронна категорія: вид підлягає охороні). Як елемент біорізноманіття охороняється на кількох природоохоронних територіях, розташованих в межах ареалу.